# バスケットボールキューバ代表
バスケットボールキューバ代表（Cuba national basketball team）は、キューババスケットボール連盟により国際大会に派遣されるバスケットボールのナショナルチームである。
ミュンヘン五輪では銅メダルを獲得しているが、モスクワ五輪を最後に2大会連続でボイコットとなり、以降五輪からは遠ざかっている。

## 主な国際大会成績
- オリンピック
  - 1952年 ― 9-16位
  - 1968年 ― 11位
  - 1972年 ― 銅メダル
  - 1976年 ― 7位
  - 1980年 ― 6位
- W杯の成績
  - 1970年 ― 8位
  - 1974年 ― 4位
  - 1986年 ― 11位
  - 1994年 ― 15位
- アメリカップの成績